# Lago Tranquilo
El lago Tranquilo es un cuerpo de agua superficial léntico perteneciente a la cuenca del río Aysén y está ubicado a unos 10 km al oeste de Puerto Tranquilo en la Región de Aysén.

## Hidrografía
Según el mapa del IGM, el lago desagua a través del río homónimo en el lago General Carrera.

## Población, economía y ecología
SERNATUR lo describe como:: 37 
Este lago se localiza a orillas de la ruta de los glaciares que comunica Puerto Tranquilo con bahía Exploradores en el litoral. Es un pequeño lago rodeado por montañas en un estrecho valle. Es apto para la pesca recreativa y para realizar paseos a caballo desde Puerto Tranquilo. También es apto para realizar navegación recreativa como kayak.